# Crinaeae

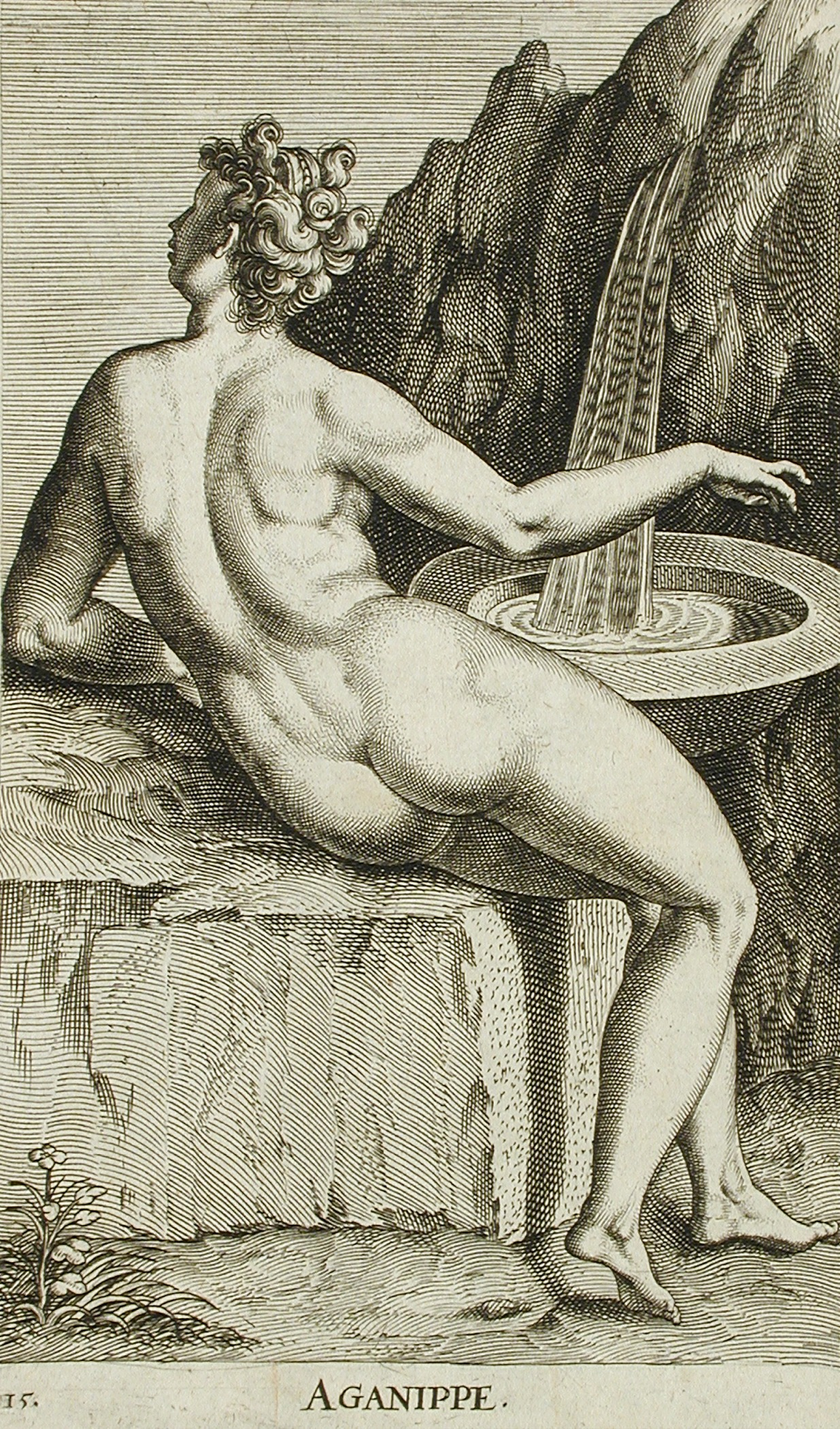
Aganippe door Philip Galle (1587)

De crinaeae (Oudgrieks: Νύμφαι κρηναῖαι, Numfai krēnaiai, of Κρηνιάδες, Krēniades, 'bronnimfen') zijn een soort naiaden, waternimfen uit de Griekse mythologie. De crinaeae worden voorgesteld als de beschermvrouwen van fonteinen en bronnen. 
Er zijn verschillende crinaeae bekend, waarvan Aganippe, Appias, Castalia, Myrtoessa en de Sithniden misschien wel de bekendste zijn.